# Turó Rodó (Serra de Marina)
El Turó Rodó és una muntanya de 530 metres del Parc de la Serralada Litoral que es troba repartit administrativament entre els municipis d'Òrrius, a la comarca del Maresme i de Vilanova del Vallès, a la comarca del Vallès Oriental. Juntament amb el Turó de Céllecs (536 m) i el Turó de Mataró (506 m), situats més al nord, forma la muntanya de Céllecs, que està constituïda per granit i sauló i forma part de la Serralada de Marina, integrada, al seu torn, en la Serralada Litoral Catalana.